# Сетер (комуна)
Комуна Се́тер (швед. Säters kommun) — адміністративно-територіальна одиниця місцевого самоврядування, що розташована в лені Даларна у центральній Швеції.
Сетер 164-а за величиною території комуна Швеції. Адміністративний центр комуни — місто Сетер.

## Населення
Населення становить 10 886 чоловік (станом на вересень 2012 року).
| Кількість населення комуни Сетер за 1970-2010 роки | Кількість населення комуни Сетер за 1970-2010 роки | Кількість населення комуни Сетер за 1970-2010 роки | Кількість населення комуни Сетер за 1970-2010 роки | Кількість населення комуни Сетер за 1970-2010 роки |
| -------------------------------------------------- | -------------------------------------------------- | -------------------------------------------------- | -------------------------------------------------- | -------------------------------------------------- |
| Рік                                                |                                                    |                                                    | Населення                                          |                                                    |
| 1970                                               | 1970                                               |                                                    | 9 812                                              | 9 812                                              |
| 1975                                               | 1975                                               |                                                    | 10 262                                             | 10 262                                             |
| 1980                                               | 1980                                               |                                                    | 10 874                                             | 10 874                                             |
| 1985                                               | 1985                                               |                                                    | 11 201                                             | 11 201                                             |
| 1990                                               | 1990                                               |                                                    | 11 896                                             | 11 896                                             |
| 1995                                               | 1995                                               |                                                    | 11 790                                             | 11 790                                             |
| 2000                                               | 2000                                               |                                                    | 11 259                                             | 11 259                                             |
| 2005                                               | 2005                                               |                                                    | 10 989                                             | 10 989                                             |
| 2010                                               | 2010                                               |                                                    | 10 840                                             | 10 840                                             |
| Джерело: SCB                                       |                                                    |                                                    |                                                    |                                                    |

## Населені пункти
Комуні підпорядковано 5 міських поселень (tätort) та низка сільських, більші з яких:
- Сетер (Säter)
- Наґларбю і Енбака (Naglarby och Enbacka)
- Мура (Mora)
- Сульварбу (Solvarbo)
- Шедві-Чиркбю (Skedvi kyrkby)
- Чиркберґет (Kyrkberget)
- Аркгиттан (Arkhyttan)
- Біспберґ (Bispberg)

## Галерея

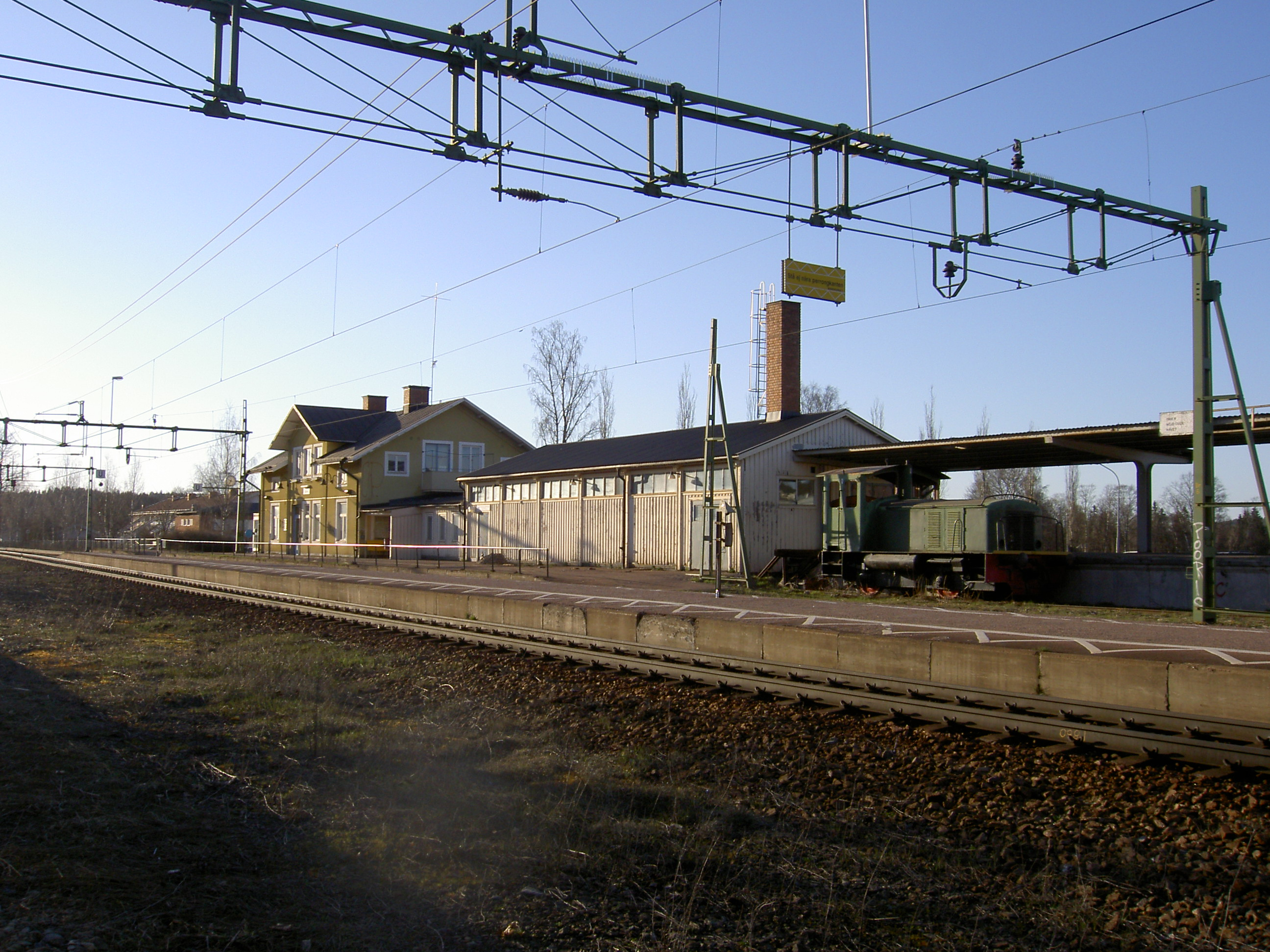
Залізнична станція Сетер
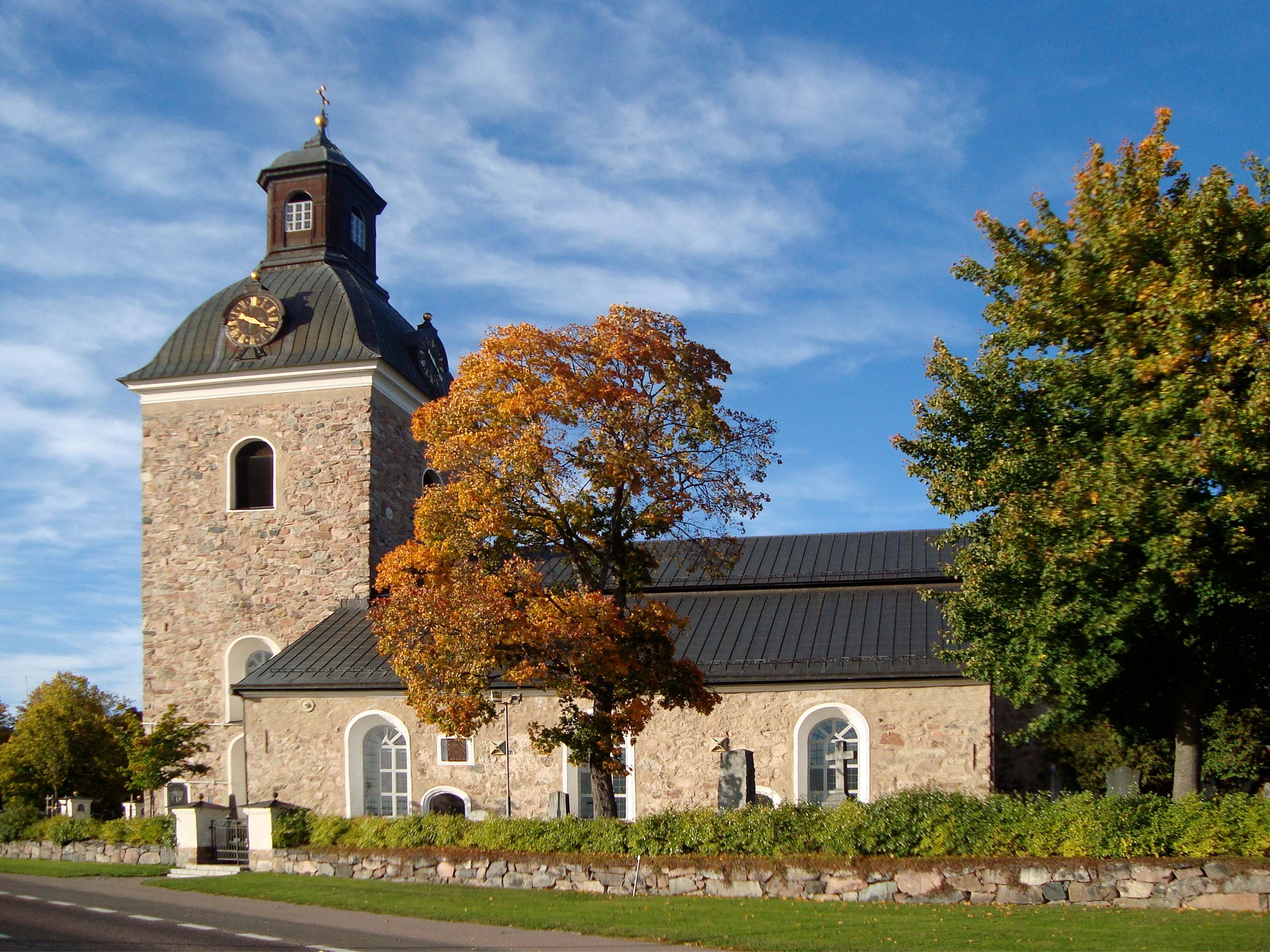
Церква (Стура Шедві)
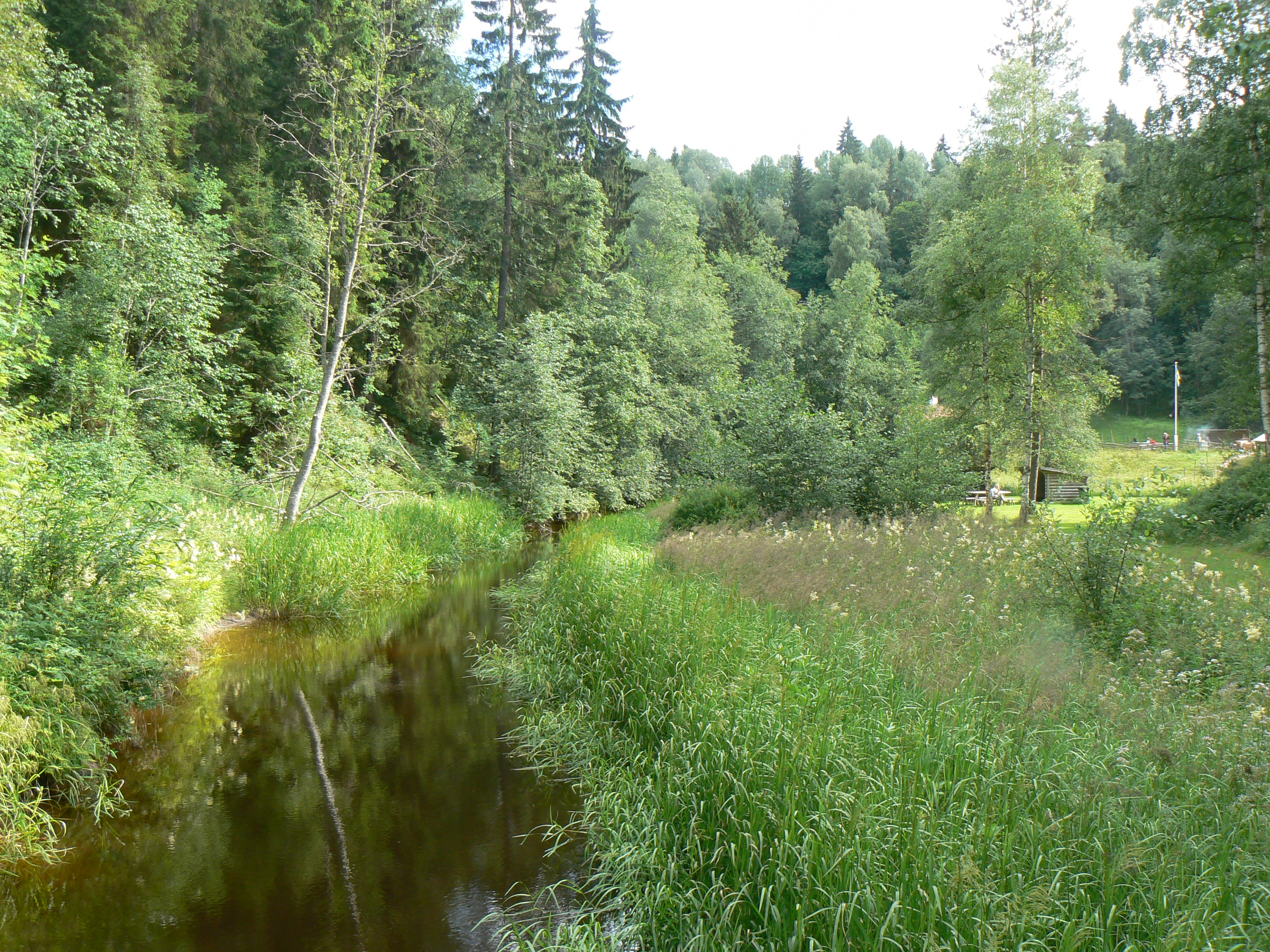
Річка Юстерон
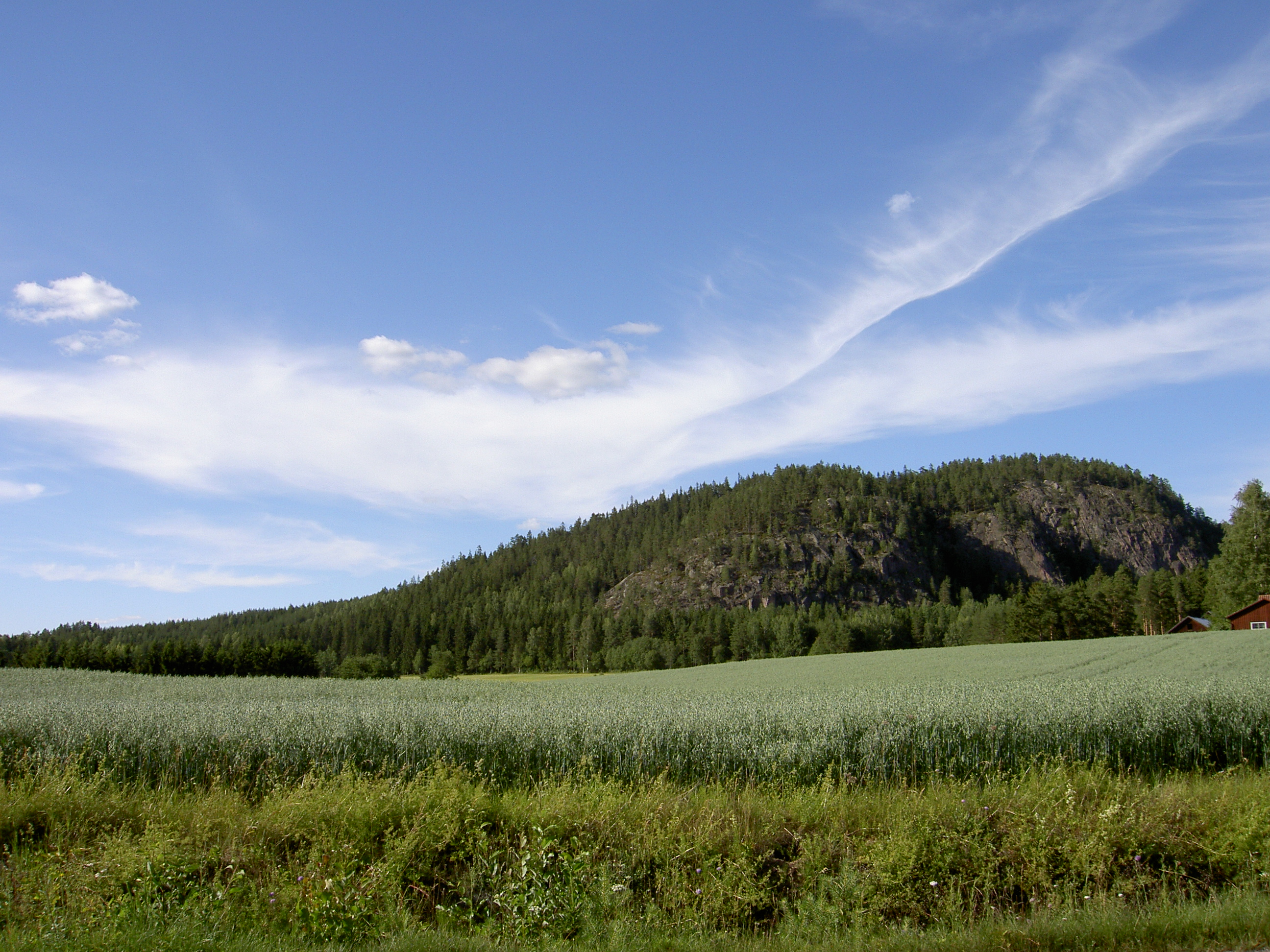
Гора Біспберґс-Клак

## Виноски
1. ↑  Folkmangd i riket, lan och kommuner (шв.) . Центральне бюро статистики Швеції. Архів оригіналу за 20 серпня 2013. Процитовано 17 лютого 2013.